# Achrimsdale
Achrimsdale (Schots-Gaelisch: Achadh Rumasdail) is een dorp in de Schotse lieutenancy Sutherland in het raadsgebied Highland.